# Erica taylorii
Erica taylorii är en ljungväxtart som beskrevs av Edward George Hudson Oliver. Erica taylorii ingår i släktet klockljungssläktet, och familjen ljungväxter. Inga underarter finns listade i Catalogue of Life.